# Tucson
 Der er for få eller ingen kildehenvisninger i denne artikel, hvilket er et problem. Du kan hjælpe ved at angive troværdige kilder til de påstande, som fremføres i artiklen.

Tucson (udtale: /ˈtusɑn/) er en by i den sydlige del af staten Arizona i USA. Tucson er administrativt centrum i det amerikanske county Pima County. Tucson er den største by i den sydlige del af delstaten og er den andenstørste by i Arizona efter Phoenix. Byen er beliggende ved floden Santa Cruz River.

## Historie
Denne dynamiske by med mere end 700.000 mennesker for foden af Santa Catalina-bjergene har eksisteret som samfund helt tilbage til det 1. århundrede, da Hohokam-indianere boede under ørkensolen.
Den spanske erobring begyndte i det 16. århundrede. I området, hvor der allerede i en årrække havde ligget en spansk jesuitermission, anlagdes der af spanierne et fort i 1776 og dette blev begyndelsen på den senere by Tucson. Selve navnet Tucson stammer fra lokale oprindelige sprog, og refererer til de mørke vulkanske bjerge, der findes på byens vestlige side.
Området blev mexicansk ejendom i 1821 og til sidst en del af USA ved indgåelse af Gadsden-aftalen i 1853. Tucson reflekterer mange forskellige kulturer. Byens arkitektur, vejnavne, restauranter, forretninger, kunst og mennesker er en blanding af indiansk, spansk og angelsaksisk indflydelse.

## Klima
Byen har i gennemsnit 350 solskinsdage om året.